# Mary Warnock
Helen Mary Warnock, (Winchester, 14 de abril de 1924-21 de marzo de 2019) fue miembro de la Academia Británica, filósofa británica especializada en filosofía moral, filosofía de la educación y filosofía de la mente, estudiosa del existencialismo.

## Biografía
Tras formarse en el St Swithun's School de Winchester y en el Lady Margaret Hall de Oxford, de 1949 a 1966, Warnock fue asistente de filosofía en el St Hugh's College de Oxford. De 1966 a 1972 fue directora de la escuela secundaria femenina de Oxford. Fue investigadora asociada en el Lady Margaret Hall de (1972-1976). Entre 1976 y 1984, fue investigadora principal en St Hugh's College. Posteriormente fue directora del Girton College, de Cambridge (1986-89). 
En el año 2000 fue profesora visitante de retórica en el Gresham College de Londres.
Fue miembro del Independent Broadcasting Authority (IBA) del Reino Unido de 1973 a 1981. 
Presidió la comisión británica de investigación sobre educación especial (1974-78). De 1979 a 1985, fue asesora del comité británico sobre experimentación animal y de 1982 a 1984 presidió una comisión de investigación del Reino Unido sobre reproducción asistida.

## Obras
Como presidenta de comisiones de investigación:
- Informe Warnock (1978) sobre educación especial: Special Educational Needs. London: HMSO (informe del Comité de Investigación sobre la Educación de Niños y Jóvenes Discapacitados)
- Informe Warnock (1984) sobre fertilización humana y embriología: Report of the Committee of Enquiry into Human Fertilisation and Embryology. London: HMSO
- Warnock, Mary (1978). Satisfacer las necesidades educativas especiales: una breve guía de Mary Warnock sobre el informe de la Comisión de Investigación sobre la Educación de Niños y Jóvenes con Discapacidad. London: HMSO

Como autora:
- Existencialismo, (Oxford Paperbacks, 1970) ISBN 0-19-888052-9
- Imaginación, (1976)
- Escuelas de pensamiento, (Faber and Faber, 1977) ISBN 0-571-11161-0
- Memoria, (1987)
- Imaginación & Tiempo, (Blackwell Publishers, 1994) ISBN 0-631-19019-8
- Mary Warnock: Una memoria - Gente y lugares, (Duckworth, 2001) ISBN 0-7156-2955-7 & ISBN 0-7156-3141-1
- Hacer bebés: ¿existe el derecho de tener hijos?, (2001). En español: Fabrincando bebés : ¿existe un derecho a tener hijos? (Gedisa, 2004) ISBN 84-9784-006-2
- La guía de ética de la persona inteligente, (1998) en español: Guía ética para personas inteligentes (Ediciones Turner, 2002) ISBN 84-7506-574-0
- Naturaleza y mortalidad: recuerdos de un Filósofo en la Vida Pública, (2004), ISBN 0-8264-7323-7
- Una guía para la ética de la persona inteligente, (Duckworth, 2004) ISBN 0-7156-3320-1,
- Mary Warnock, Elisabeth Macdonald (2008). Easeful Death: Is there a case for assisted dying?. Oxford University Press. ISBN 9780191580024.